# ジョン・ウッドロフ
サー・ジョン・ジョージ・ウッドロフ（Sir John George Woodroffe、1865年12月15日 - 1936年1月16日）は、ペンネームのアーサー・アヴァロン（Arthur Avalon）としても知られるイギリスの東洋学者で、タントラやその他のヒンドゥー教の伝統に関する広域で複合的な著作を出版し、ヒンドゥー哲学とヨーガへの幅広い興味を刺激した。